# 음력 9월 2일
음력 9월 2일은 음력 9월의 2번째 날이다.

## 사건
- 1506년 - 중종반정 발발.
- 2014년 - 영화 《변호인》의 소재가 되었던 부림사건에 연루된 피고인 5명이 재심서 무죄가 확정되었다.

## 문화
- 1986년 -  제 10회 서울 아시안게임 폐막.
- 2012년 - 대한민국 대전광역시, 충청남도, 세종특별자치시에서의 지상파 아날로그 텔레비전 방송 종료.

## 탄생
- 1982년 - 대한민국의 가수 박현빈.
- 1989년 - 미국의 배우 브리 라슨.
- 1990년 - 대한민국의 배우 이재준.
- 1994년 - 대한민국의 래퍼 주헌 (몬스타엑스).

## 사망
- 1506년 - 조선 연산군의 후궁 장녹수

## 같이 보기
- 음력 360일: 1월 2월 3월 4월 5월 6월 7월 8월 9월 10월 11월 12월
- 전날:9월 1일 다음날:9월 3일 - 전달:8월 2일 다음달:10월 2일
- 양력:9월 2일
- 음력, 윤달